# Nereiphylla crassa
Nereiphylla crassa är en ringmaskart som beskrevs av Imajima 2003. Nereiphylla crassa ingår i släktet Nereiphylla och familjen Phyllodocidae. Inga underarter finns listade i Catalogue of Life.